# Chuyến bay 706 của Air Vietnam
Chuyến bay 706 của Air Vietnam là một vụ tai nạn hàng không khiến một chiếc Boeing 727 bị rơi vào ngày 15 tháng 9 năm 1974, gần căn cứ không quân Phan Rang ở miền Nam Việt Nam.

## Không tặc
Lê Đức Tân, một biệt động quân trong quân lực Việt Nam Cộng hòa, người đã bị giáng chức từ đại úy xuống trung úy vì tội trộm cắp hai chiếc xe hơi ở Đà Nẵng, đã lọt qua trạm kiểm soát an ninh ở sân bay lúc đó rất suôn sẻ. Sau khi cất cánh từ Đà Nẵng ở miền Nam Việt Nam trên một chuyến bay có lịch trình thường xuyên đến Sài Gòn, chuyến bay này đã bị Tân cướp, y cầm hai quả lựu đạn. Anh ta yêu cầu được bay đến Hà Nội ở miền Bắc Việt Nam. Vì lý do nào đó không rõ, các phi công đã tiếp cận sân bay tại Phan Rang nhưng đã hủy bỏ việc hạ cánh. Máy bay đã vượt qua chân căn cứ và bắt đầu rẽ trái, rồi mất kiểm soát. Ngay sau đó, chiếc máy bay đã lao xuống mặt đất từ độ cao 1.000 feet (300 m), khiến tất cả 75 người trên máy bay thiệt mạng. Mặc dù nguyên nhân chính xác vẫn chưa rõ ràng, người ta đã suy đoán rằng tên không tặc đã gây ra vụ tai nạn bằng cách rút chốt lựu đạn sau khi các phi công từ chối nhượng bộ trước yêu cầu của anh ta.